# Lajos Dinnyés

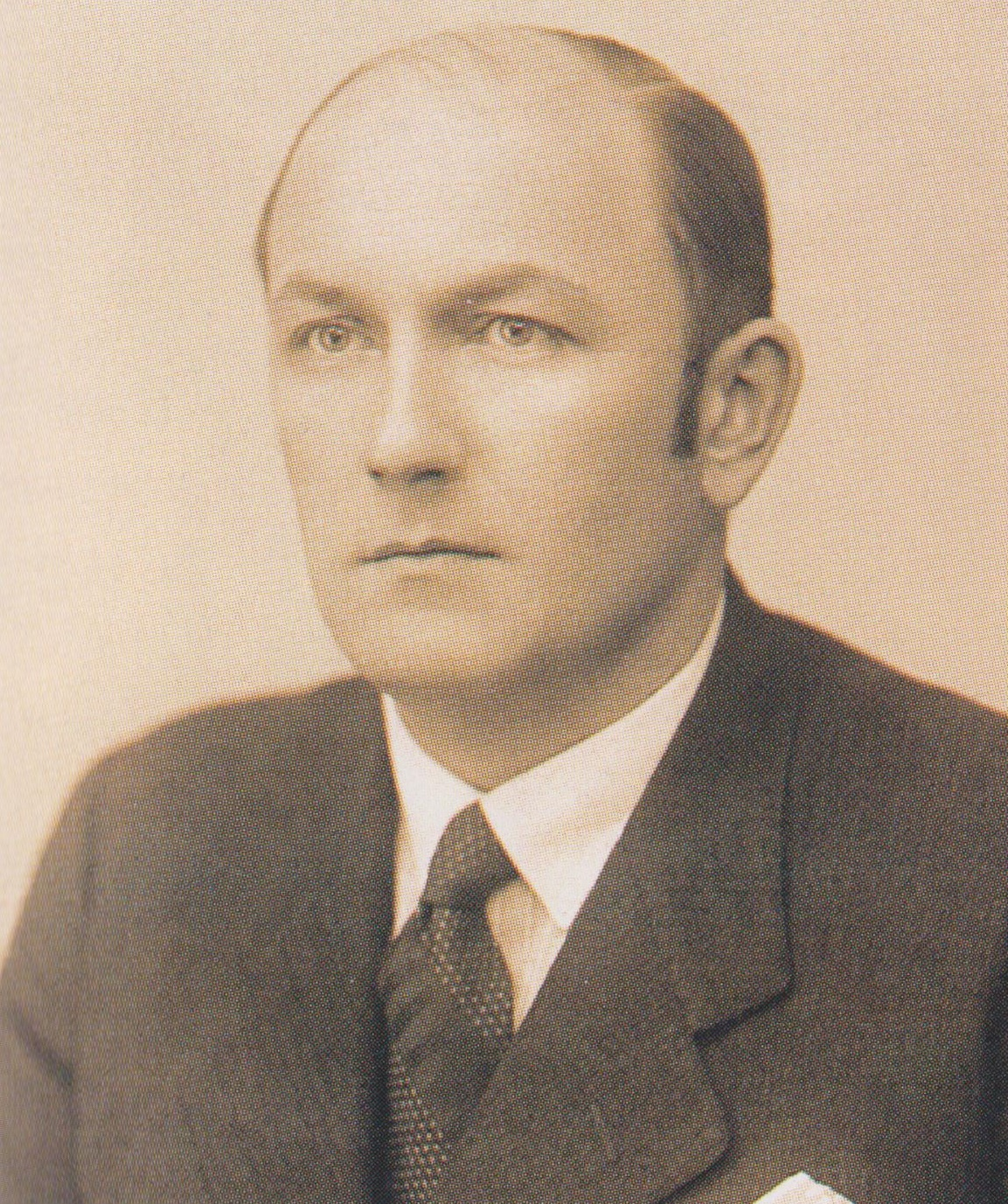
Lajos Dinnyés

Lajos Dinnyés (Dabas, 16 april 1900 - Boedapest, 3 maart 1961) was van 1947 tot 1948 premier van Hongarije.
Dinnyés was een lid van de Partij van Kleine Landbouwers. Nadat Ferenc Nagy - ook lid van de Partij van Kleine Landbouwers - op 31 mei 1947 was "afgetreden" werd Dinnyés tot diens opvolger benoemd. Tot september 1947 was hij tevens minister van Defensie. Dinnyés was premier van een coalitieregering bestaande uit de machtige Hongaarse Communistische Partij, de Partij van Kleine Landbouwers, de Sociaaldemocratische Partij en de Nationale Boerenpartij. Onder Dinnyés premierschap trokken de communisten alle macht naar zich toe. 
Op 10 december 1948 werd Dinnyés als premier opgevolgd door István Dobi, die in 1949 zou toetreden tot de communistische partij.